# 大蜚山省级森林公园
大蜚山省级森林公园，是一座位于中国福建省莆田市仙游县的省级森林公园，占地面积1,435公頃（14.35平方）。
该森林公园被划分为五个区域，分别为大蜚山景区、九龙岩景区、体育休闲娱乐区、生态农业园及蜚山植物园。

## 山脉信息
大蜚山，旧称大飞山，是一座位于中国福建省莆田市仙游县的山脉，由大蜚山、小蜚山两座山组成，其中大蜚山海拔639米。这两座山位于仙游县城以北，自古以来就是仙游县城的天然屏障，是“仙游五大山脉”之一。

## 景区风景

### 枫叶
大蜚山森林覆盖率达到了92%。其中有许多棵枫树。山内原有100多棵古枫，近年来仙游县政府又引进了近万棵红枫。到12月中旬，枫树叶逐渐变红，聚集在一起，正如杜牧所描述的“霜叶红于二月花”之景。蜚山的红叶成为了景区的标志性景色。

### 绿道
仙游县政府为促进旅游，在半山腰上修建了总长8公里的栈道。因为栈道颜色为绿色，也称为“绿道”。在绿道上，游客可以尽情观赏蜚山的风景。

## 人文气息
大蜚山因为形如凤，在古籍中又被称为“飞山”。《八闽通志》將其描述為：“大飞山、小飞山，县之主山也。蜿蜒数百里，屹立为二，高可千仞，其形翼然，如飞扬之状。”其特殊的地理位置，使得它在唐初时便广为人知。宋朝诗人刘克庄在一个石头上刻下了字，字迹已模糊不清，但仍能辨得：“大飞石崖高可镌，我无妙语讵足传。记文颇类序盘谷，侍郎况有诗成编。归来双笔苦未欵，□□□思忽浩然。□□□□□□日，更共论茗吾印泉。 送景山省元友归大飞 同郡刘。”相传，大蜚山上有“十八圣境”，可今以已无从得知。只有残存于志书上的字让我们一探其底：“九龙岩、附凤岩、清水岩、西来岩、白云岩、蜚山岩和富洋院道场诸胜。”

## 景区建设
管理者将森林公园分为“三区两园”：
1. 大蜚山景区：包括蜚山朝圣、蜚山探险、蜚山红叶、蜚山观日、森林小憩、观光果园6个小区；
2. 九龙岩景区：包括九龙戏水、九龙观瀑、九龙攀岩、九龙春晓、休闲垂钓、逍遥坡、生态保护7个小区；
3. 体育休闲娱乐区：包括旅游服务中心、公园大门、蜚山别墅、蜚山艺术馆、芳华园、体育乐园、童心花园、全民健身中心6个小区；
4. 生态农业园：包括生态农业、风物一条街、家小院、水源涵养林4个小区；
5. 蜚山植物园：包括植物园、打靶场2个小区。